# Teresa Budzisz-Krzyżanowska
Teresa Budzisz-Krzyżanowska (nacida el 17 de septiembre de 1942) es una actriz de cine y teatro polaca. Apareció en más de cuarenta películas desde 1972.
Ha actuado en el Teatro Bagatela de Cracovia, el Teatro Juliusz Słowacki de Cracovia, el Antiguo Teatro Nacional Helena Modrzejewska de Cracovia, el Teatro Estudio de Varsovia y el Teatro Nacional de Varsovia.

## Filmografía seleccionada
| Año  | Título                                         | Papel                  |
| ---- | ---------------------------------------------- | ---------------------- |
| 2010 | Venice                                         | Babcia                 |
| 1994 | Faustina                                       |                        |
| 1994 | Trois couleurs: Blanc                          | Madame Jadwiga         |
| 1990 | Korczak                                        | Maryna Rogowska-Falska |
| 1989 | A Tale of Adam Mickiewicz's 'Forefathers' Eve' | Mrs. Rollison          |
| 1976 | To Save the City                               | Jadwiga Nowacka        |

## Premios y honores
- 2005 - Medalla al Mérito Cultural «Gloria Artis»
- 2014 - Wielki Splendor (Premio de Teatro de Radio Polaco)[3]